# لیام پارسونز
لیام پارسونز (به انگلیسی: Liam Parsons) (زادهٔ ۲۷ ژوئن ۱۹۷۷) قایقران روئینگ اهل کانادا است.